# Казачёк, Валентин Иванович
Валентин Иванович Казачёк (28 июня 1941, Ростов-на-Дону — 1987) — советский футболист, защитник.
Воспитанник ростовского футбола. В составе местного СКА в чемпионате СССР выступал в 1961, 1963—1969, 1970 годах. В 194 матчах забил три гола. Вторую половину сезона-1969 провёл в «Тереке» Грозный. В 1972—1973 выступал за «Машук» Пятигорск во второй лиге. В 1974—1975 — играющий тренер мурманского «Севера», в 1976 году — старший тренер команды.
Серебряный призёр чемпионата 1966 года.
Скончался в 1987 году.